# 土生彰

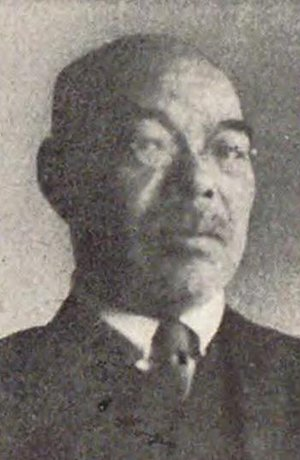
土生彰

土生 彰（はぶ あきら、元治元年2月22日（1864年3月29日） – 1943年（昭和18年）7月20日）は、衆議院議員（憲政会→立憲民政党）、福井県武生町長。ジャーナリスト。

## 経歴
越前国南条郡武生（現在の福井県越前市）に初代武生町長となる土生忠の子として生まれる。京都で漢学などを学んだ後、福井県師範学校を卒業した。「富山日報」「福井新報」、日刊新聞「福井」の主筆を務めた後、1898年（明治31年）に武生町長に就任した。翌年に町長を辞して、「若越新聞」「福井新聞」に筆を執った。1911年（明治44年）より県会議員。
1924年（大正13年）、第15回衆議院議員総選挙に出馬し、当選した。1期務めた後の1930年（昭和5年）に武生町長に再任された。